# B'z The Best "Pleasure"
B'z The Best "Pleasure" é a terceira coletânea da banda japonesa de hard rock B'z, lançada em 5 de maio de 1998 pela Rooms Records. Vendeu 5.136.486 cópias no total, chegando à 1ª colocação da Oricon. Esse número de cópias vendidas fez dele o álbum mais bem sucedido da dupla e também o segundo álbum mais vendido no Japão de todos os tempos, perdendo apenas para First Love, de Hikaru Utada.Ele vendeu na primeira semana mais de 2,8 milhões de cópias mundialmente
Todas as faixas do álbum foram lançadas como singles, e todas alcançaram a 1ª colocação na Oricon, com exceção de "Be There", que chegou à 3ª.
Foi um dos álbuns vencedores do 13° Japan Gold Disc Award na categoria de Álbum de Rock do Ano.

## Faixas
1. Love Phantom - 4:39
2. Love Me, I Love You - 3:20
3. Easy Come, Easy Go! - 4:40
4. Zero - 4:50
5. Alone - 6:00
6. Hadashi No Megami (裸足の女神) - 4:26
7. Ai no mama ni Wagamama ni Boku wa Kimi dake wo Kizutsukenai (愛のままにわがままに 僕は君だけを傷つけない) - 3:56
8. Lady Navigation - 4:20
9. Taiyou No Komachi Angel(太陽のKomachi Angel) - 4:10
10. Be There - 4:13
11. Don't Leave Me - 4:24
12. Bad Communication E.Style　- 4:19
13. Calling - 5:56
14. Samayoeru Aoi Dangan (さまよえる蒼い弾丸) - 4:05